# C9 Télévision
C9 Télévision est une chaîne de télévision locale câblée de la métropole lilloise.

## Histoire de la chaîne
C9 Télévision est créée en avril 1987 à la suite du lancement des réseaux câblés sur la Métropole Lilloise en 1986. Propriété du groupe Véolia Environnement, elle a été rachetée par le groupe La Voix du Nord en 2005. Elle s'est arrêtée le vendredi 17 avril 2009 pour laisser la place à la nouvelle chaîne TNT Wéo. 

## Caractéristiques
C9 Télévision a été le plus important canal local du câble de France avec une audience moyenne de 400 000 téléspectateurs au milieu des années 2000. La chaîne est l'une des plus vieilles télévisions locales en France avant TV Rennes qui a été créée en mars 1987.